# 미드-사우스 콜리시엄
미드-사우스 콜리시엄(영어: Mid-South Coliseum)는 미국 테네시주 멤피스에 위치한 실내 경기장이다. 과거 ABA 멤피스 프로스, 멤피스 탐즈, 멤피스 사운즈와 SPHL 멤피스 리버킹스/미시시피 리버킹스그리고 NCAA 멤피스 대학교 농구팀의 홈경기장으로 사용했다.